# Vittorio Galluzzi
Vittorio Galluzzi (Firenze, 14 gennaio 1901 – Pisa, 27 luglio 1970) è stato un avvocato e politico italiano.
Esponente del Partito Socialista Italiano, fu eletto alla Camera nel 1966 subentrando al dimissionario Luciano Paolicchi, avendo ottenuto, alle elezioni del 1963, oltre cinque mila preferenze.
Fu sindaco di Pisa per due mandati: dall'agosto 1956 al dicembre 1958 e dal gennaio all'ottobre 1961.